# 欧博讷 (沃州)
欧博讷（法語：Aubonne，法語發音：[obɔn] ⓘ）是瑞士联邦西部法语区的沃州的市镇。在行政上属于莫尔日区管辖。欧博讷的总面积为9.39平方公里。截至2018年，总人口为3241。

## 历史

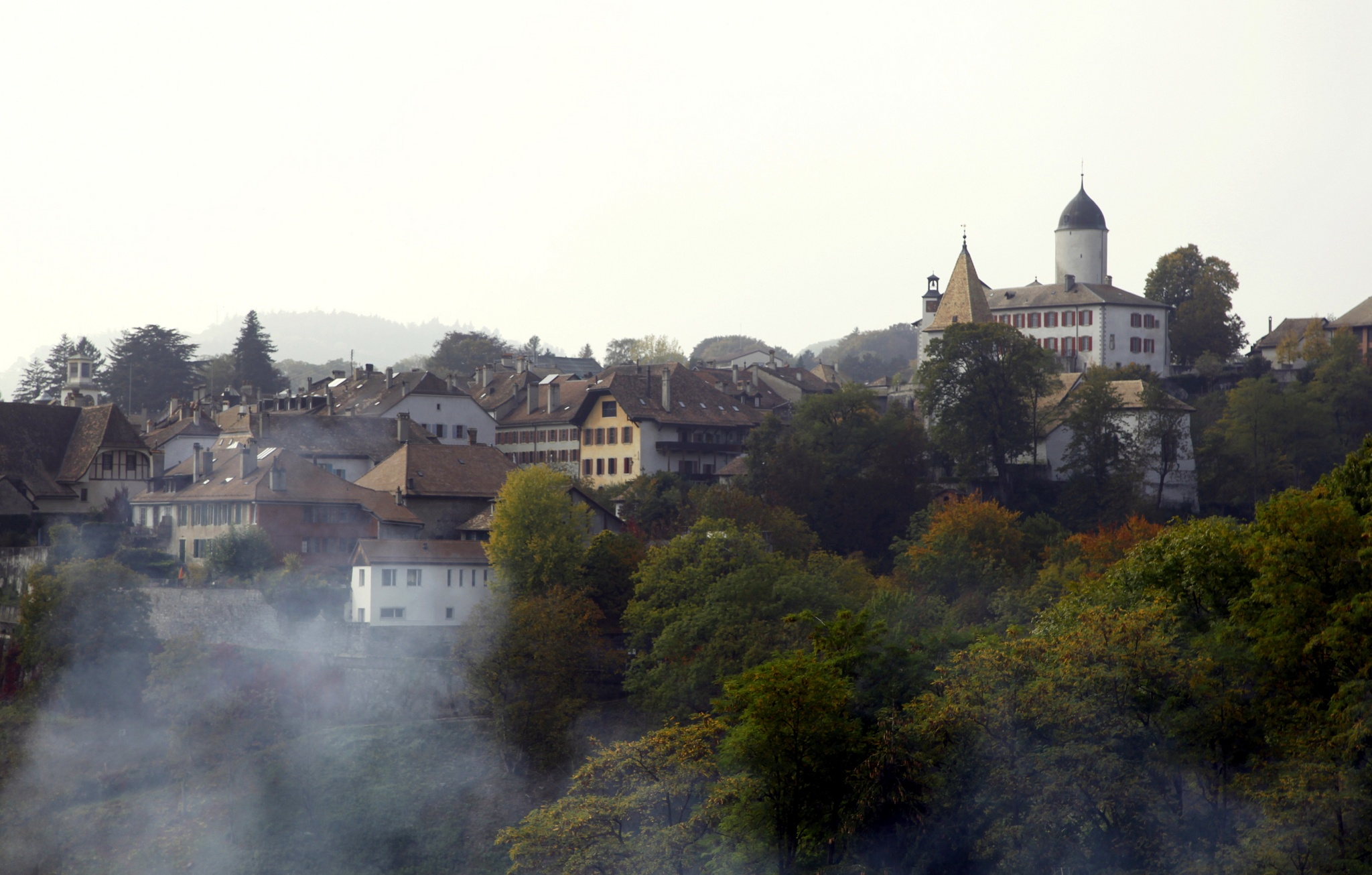
欧博讷城堡

境内有建于中世纪的欧博讷城堡。

## 地理

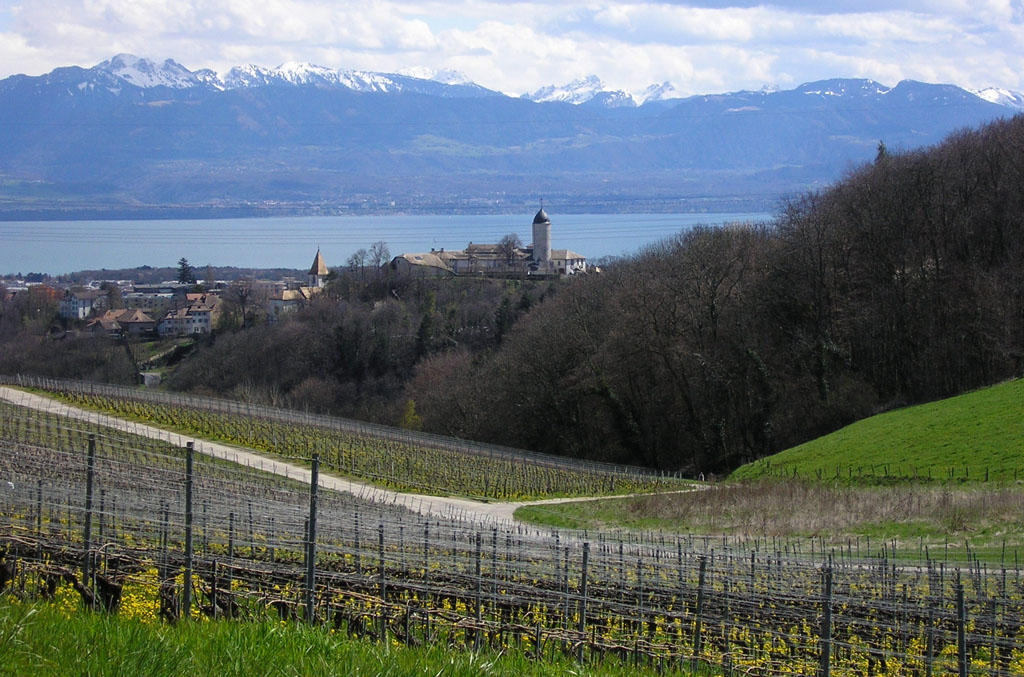
欧博讷

欧博讷位于莱芒湖西北，歐博訥河西岸的河谷中，洛桑以西19（12英里），汝拉山的山麓边缘；海拔508米（1,667英尺），约高于莱芒湖湖面130米（430英尺），全镇最高点海拔643米（2,110英尺）
欧博讷包括Trévelin、Bougy-Saint-Martin和皮济（其中皮济于2011年7月1日并入欧博讷）。欧博讷与阿拉芒、费希、蒙特罗、圣利夫尔、拉维尼和埃托瓦接壤。
截至2012年，欧博讷的面积约为9.39平方（3.63平方英里）。其中5.93平方（2.29平方英里）（63.2%）为农业用地， 1.60平方（0.62平方英里）（17.0%）为林区，1.8平方（0.69平方英里）（19.2%）为建筑物与基础设施。水域面积约为0.06平方（15英畝）（0.6%）。
在建筑物与基础设施中，工业建筑物约占全镇面积的1.4%，房屋等建筑物约占8.9%，交通基础设施约占6.1%，电力和水利等基础设施占0.9%，公园、绿化带和运动场等约占1.9%。  在林区中，森林约占全镇面积的14.7%，果园和树丛约占2.3%。  在农业用地中，庄稼耕种面积约占全镇面积的35.4%，牧场面积约占11.8%，果园面积约占16.0%。
欧博讷是曾经欧博讷区的首府。2006年8月31日解除欧博讷区以后属莫尔日区管辖。

## 旅游业
沃州的首个植物园于1963年在欧博讷建立，此植物园占地200公顷，拥有本地树木和外来树木。还有木材展馆开放于1967年。

## 交通
欧博讷位于两条公路的交点上。其中一条公路连接罗勒和科索奈，另一条则连接阿拉芒和日梅勒。最近的A1高速公路入口距离镇中心只有约2（1英里），此入口开放于1964年。
距离欧博讷最近的火车站位于阿拉芒，属于洛桑－日內瓦鐵路，开放于1858年4月14日。1896～1952年间，有电车从阿拉芒前往欧博讷。今天，有公交车从欧博讷前往阿拉芒和日梅勒，也有邮政巴士前往罗勒和埃托瓦。